# Megacoelum infusum
Megacoelum infusum is een wants uit de familie van de blindwantsen (Miridae). De soort werd het eerst wetenschappelijk beschreven door Gottlieb August Wilhelm Herrich-Schäffer in 1837.

## Uiterlijk
De roodbruin tot geelbruin gekleurde, glimmende wants kan 6,5 tot 7 mm lang worden en heeft vleugels, zo lang als het lichaam. De lange antennes zijn roodbruin tot geelbruin, net als de kop en het halsschild. Hoe donker de kleuren zijn is echter variabel. Vooral het midden van het scutellum en het achterste deel van het halsschild kunnen zeer donker zijn. De cuneus is aanvankelijk geeloranje en later rood en het doorzichtige deel van de vleugels is bruinig gekleurd. De roodbruine achterpoten zijn opvallend lang en de schenen zijn voorzien van korte zwarte stekels. Megacoelum infusum lijkt sterk op Megacoelum beckeri, die heeft echter langere haren aan de binnenkant van de schenen en stekels die langer zijn dan de dikte van de schenen. Bovendien leeft Megacoelum beckeri voornamelijk op grove den en de Megacoelum infusum voornamelijk op eik. De nimfen hebben naar verhouding lange antennes en hebben een opvallend rood lichaam.

## Leefwijze
De wantsen kunnen van juni tot oktober gevonden worden in eiken en andere loofbomen zoals els, es, berk en hazelaar waar ze sap zuigen uit jonge scheuten en bladnerven en soms ook bladluizen en bladvlooien eten. Ze overwinteren als eitje en er is één generatie per jaar.

## Leefgebied
De soort komt voor in het palearctisch gebied, Azië tot het Midden-Oosten. In Nederland kan de soort overal gevonden worden op loofbomen in parken, tuinen en bosranden met uitzondering van Groningen en Flevoland.